# 荒神山 (津山市の地名)
荒神山（こうじんやま）は岡山県津山市にある地名。郵便番号は708-0866。

## 地理
旧・福岡村の西南端から東南・中程近くまで東西に広がる。北は横山、種、小桁、金屋、東は小桁、押渕、金屋、西は種、南は押渕、美咲町越尾、八神に接する。

### 河川
- 荒神川
- 鮎返川

### 山岳
- 荒神山

## 歴史

### 沿革
- 1889年6月1日 - 町村制施行に伴い、久米南条郡荒神山村が同郡小桁村、押渕村、金屋村、種村、八出村、横山村と合併し、福岡村となる。種村は大字種となる。
- 1900年4月1日 - 久米南条郡が久米北条郡と合併し、久米郡となる。
- 1901年4月1日 -久米郡佐良山村の内、大字大谷を編入する。
- 1929年2月11日 - 福岡村が苫田郡津山町、津山東町、院庄村、西苫田村、二宮村と合併・市制により、津山市となる。

## 世帯数と人口
2021年（令和3年）1月1日現在の世帯数と人口は以下の通りである。
| 町丁   | 世帯数 | 人口 |
| ------ | ------ | ---- |
| 荒神山 | 30世帯 | 74人 |

## 小・中学校の学区
市立小・中学校に通う場合、学区は以下の通りとなる。
| 番地 | 小学校           | 中学校             |
| ---- | ---------------- | ------------------ |
| 全域 | 津山市立南小学校 | 津山市立鶴山中学校 |

## 交通

### 道路
- 岡山県道449号押淵皿線

## 施設
- 熊野神社